# Da Buzz
Da Buzz är en svensk pop/dancegrupp bildad i Karlstad 1999 av producenterna Per Lidén och Pier Schmid och sångerskan Annika Thörnquist. Gruppen fick sin första hit med låten "Do You Want Me" från debutalbumet Da Sound (2000) och har därefter producerat en rad framgångsrika singlar, varav "Alive" och "Last Goodbye" har toppat den svenska singellistan. 2003 deltog gruppen i Melodifestivalen med låten "Stop! Look! Listen!", men åkte ur under sin deltävling. Schmid har sedan 2010 varit frånvarande i projektet då han istället satsat på gruppen Broken Door.
I juni 2011 namngavs en av Karlstads stadsbussar efter gruppen.

## Historia

### Bildandet
Producenterna Per Lidén och Pier Schmid, båda uppväxta i Karlstad, möttes av en slump i en studio där de höll på med skilda projekt och inledde ett gemensamt samarbete under 1998. Lidén hade nyligen hoppat av popbandet Freebee, vars sound till viss del påminde om det som senare skulle representera Da Buzz. Lidén och Schmids musikaliska bakgrunder och preferenser var förhållandevis olika men de var båda ense om att satsa på ett ambitiöst projekt med "ett sound som var unikt för dem och deras spelstil". Steget till ett fullbordat band slutfördes efter att de året därpå hade sett sångerskan Annika Thörnquist uppträda i ett lokalt Karlstadsband. Gruppen började nu att spela ihop som en trio och tog snart på sig namnet Da Buzz. "Ett stort intresse fanns och alla sa till oss att vi skapade 'the buzz'. Därför bestämde vi oss för namnet Da Buzz som är ett kanonbra namn. Vi älskar det", har Thörnquist förklarat.

### Da Sound
Bandet kontrakterades 1999 av skivbolaget Edel Music som i slutet av året gav ut deras första singel "Paradise" med #47 som topplacering på Sverigetopplistan. Uppföljarsingeln "Do You Want Me" blev deras första hit och uppnådde sjätte plats i Sverige, sjunde plats i Norge samt plats 19 i Belgien. Båda låtarna kom med på debutalbumet Da Sound, som släpptes i september 2000. Lidén skrev merparten av låtarna på albumet medan flera olika producenter hade bidragit till låtarna, däribland Huma & Sir Martin, C&N Project och Headroom. Från albumet släpptes ytterligare två singlar; "Let Me Love You" och "Believe in Love".

### Wanna Be with Me?
2002 utgavs Da Buzz andra album, Wanna Be with Me?, ledd av titelspåret och första singeln "Wanna Be with Me?" som uppnådde tredje plats i Sverige. "Den här låten känns som en väldigt naturlig uppföljare för oss. Ett annat sound och ändå Da Buzz", har Lidén kommenterat. De två övriga singlarna var "Wonder Where You Are" och "Stronger Than Words Can Say", där den sistnämnda valdes som singel efter en omröstning på gruppens webbplats.

### Melodifestivalen ochMore Than Alive
Da Buzz deltog i Melodifestivalen 2003 med melodin "Stop! Look! Listen!". Bidraget framfördes under deltävlingen vid Elmiahallen i Jönköping den 15 februari 2003, där det kom femma och därmed blev utslaget. I maj samma år släppte bandet sitt tredje album, More Than Alive, på skivbolaget Bonnier Music. Det blev en stor succé i samband med deras första singeletta "Alive" som också uppnådde tionde plats på MTV Europe Nordic samt valdes med på soundtracket till ungdomsfilmen Hip hip hora!.

### Dangerous - The Album
Gruppens fjärde album, Dangerous - The Album, släpptes 2004 med låten "Dangerous" som bäst säljande singel. Den uppnådde femte plats i Sverige och tjugonde plats i Finland. Året därpå bildade Lidén rockbandet Renegade Five. Ett uppsamlingsalbum med låtar från More Than Alive och Dangerous - The Album gavs ut i USA 2006 under namnet Alive & Dangerous.

### Last GoodbyeochGreatest Hits
Last Goodbye var Da Buzz femte album, utgivet i mars 2006. Titelspåret blev deras andra svenska singeletta. Uppföljarsinglarna "Without Breaking" och "Soon My Heart" hade dock något mer blygsamma listframgångar. 2007 släpptes samlingsalbumet Greatest Hits, med 16 av gruppens största låtar. Den 10 juli 2009 meddelade gruppen på sin webbplats att de skulle ta ett tillfälligt uppehåll. "Da Buzz is currently taking a break and we would like to thank all our fans for your wonderful support durin the years. We will be back in the future but we don't know when yet".

### Pausen (cirka 2009–2013)
Efter flera års uppehåll släppte Da Buzz den 14 juni 2010 en ny singel, "U Gotta Dance". Singeln återlanserades i slutet av 2010 i samband med en reklam för 2011 års säsong av TV4:s danstävling Let's Dance. Samtidigt tillkännagavs planer på ett sjätte album. I en intervju med Gefle Dagblad i juni 2011 kommenterade Lidén: "Det tar ju lite tid nu när det många år sedan vi släppte någoting nytt. Eftersom vi varit framgångsrika tidigare så vill man ju att det ska bli bra nu också.". Sedan man skjutit på lanseringen av albumet har två singlar släppts: "Got This Feeling" den 21 maj 2012 och "Tomorrow", tillsammans med Jax, den 16 november 2012.

### Comebacken efter flera års paus (2014–)
Under 2014 satsade gruppen på comeback. Första halvan av 2014 släpptes två nya singlar; "Can You Feel The Love" (6 februari) samt "The Moment I Found You" (26 maj). Videon till den senare lanserades den 23 maj. Även singeln Bring Back the Summer släpptes samma år. År 2015 ökade efterfrågan och bandet spelade in en ny EP i USA som nådde plats 5 på listan Billboard Club Dance. Därefter har Da Buzz turnerat och uppträtt på internationella klubbar och arenor.

## Diskografi

### Studioalbum
| År   | Albumdetaljer                                                                      | Högsta placering | Högsta placering | Certifikat (IFPI Sverige) |  |
| År   | Albumdetaljer                                                                      | SWE              | NOR              | Certifikat (IFPI Sverige) |  |
| ---- | ---------------------------------------------------------------------------------- | ---------------- | ---------------- | ------------------------- |  |
| 2000 | Da Sound - Släppt: 21 september 2000 - Skivbolag: Edel - Format: CD                | 16               | 15               | Guld                      |  |
| 2002 | Wanna Be with Me? - Släppt: Mars 2002 - Skivbolag: Edel - Format: CD               | 19               | —                | —                         |  |
| 2003 | More Than Alive - Släppt: 26 maj 2003 - Skivbolag: Bonnier Music - Format: CD      | 2                | —                | Guld                      |  |
| 2004 | Dangerous - The Album - Släppt: 5 maj 2004 - Skivbolag: Bonnier Music - Format: CD | 6                | 30               | —                         |  |
| 2006 | Last Goodbye - Släppt: 15 mars 2006 - Skivbolag: Bonnier Music - Format: CD        | 18               | —                | -                         |  |
| 2021 | Wanna see you dance with me släppt: 13 augusti 2021                                |                  |                  |                           |  |
| 2023 | My life släppt: 15 september 2023                                                  |                  |                  |                           |  |

### Samlingsalbum
| År                                                                                   | Albumdetaljer                                                                   | Högsta placering | Högsta placering | Certifikat (IFPI Sverige) |
| År                                                                                   | Albumdetaljer                                                                   | SWE              | NOR              | Certifikat (IFPI Sverige) |
| ------------------------------------------------------------------------------------ | ------------------------------------------------------------------------------- | ---------------- | ---------------- | ------------------------- |
| 2007                                                                                 | Greatest Hits - Släppt: 24 oktober 2007 - Skivbolag: Bonnier Music - Format: CD | 35               | —                | —                         |
| "—" betecknar att albumet inte gick in på listan eller inte uppnådde certifieringen. |                                                                                 |                  |                  |                           |

### Singlar
| År                                                                                   | Titel                         | Högsta placering | Högsta placering | Högsta placering | Högsta placering | Certifikat (IFPI Sverige) | Album                 |
| År                                                                                   | Titel                         | SWE              | FIN              | NOR              | BEL              | Certifikat (IFPI Sverige) | Album                 |
| ------------------------------------------------------------------------------------ | ----------------------------- | ---------------- | ---------------- | ---------------- | ---------------- | ------------------------- | --------------------- |
| 1999                                                                                 | "Paradise"                    | 47               | —                | —                | —                | —                         | Da Sound              |
| 2000                                                                                 | "Do You Want Me"              | 6                | —                | 7                | 19               | Platina                   | Da Sound              |
| 2000                                                                                 | "Let Me Love You"             | 10               | —                | —                | 11               | —                         | Da Sound              |
| 2001                                                                                 | "Believe in Love"             | 35               | —                | —                | —                | —                         | Da Sound              |
| 2002                                                                                 | "Wanna Be with Me?"           | 3                | —                | 18               | —                | —                         | Wanna Be with Me?     |
| 2002                                                                                 | "Wonder Where You Are"        | 17               | —                | —                | —                | —                         | Wanna Be with Me?     |
| 2002                                                                                 | "Stronger Than Words Can Say" | 52               | —                | —                | —                | —                         | Wanna Be with Me?     |
| 2003                                                                                 | "Alive"                       | 1                | —                | —                | —                | Guld                      | More Than Alive       |
| 2003                                                                                 | "Tonight (Is the Night)"      | 2                | —                | —                | —                | —                         | More Than Alive       |
| 2003                                                                                 | "Wanna Love You Forever"      | –                | —                | —                | —                | —                         | More Than Alive       |
| 2004                                                                                 | "Dangerous"                   | 5                | 20               | —                | —                | —                         | Dangerous - The Album |
| 2004                                                                                 | "How Could You Leave Me"      | 28               | —                | —                | —                | —                         | Dangerous - The Album |
| 2004                                                                                 | "Come Away with Me"           | –                | —                | —                | —                | —                         | Dangerous - The Album |
| 2006                                                                                 | "Last Goodbye"                | 1                | —                | 35               | —                | —                         | Last Goodbye          |
| 2006                                                                                 | "Without Breaking"            | 11               | —                | —                | —                | —                         | Last Goodbye          |
| 2007                                                                                 | "Soon My Heart"               | 39               | —                | —                | —                | —                         | Last Goodbye          |
| 2007                                                                                 | "Take All My Love"            | 8                | 7                | —                | —                | —                         | Greatest Hits         |
| 2007                                                                                 | "Baby Listen to Me"           | 7                | 9                | —                | —                | —                         | Greatest Hits         |
| 2010                                                                                 | "U Gotta Dance"               | —                | —                | —                | —                | —                         | Ej på album           |
| 2012                                                                                 | "Got This Feeling"            | —                | —                | —                | —                | —                         | Ej på album           |
| 2012                                                                                 | "Tomorrow" (med Jax)          | —                | —                | —                | —                | —                         | Ej på album           |
| 2014                                                                                 | "Can You Feel The Love"       | —                | —                | —                | —                | —                         |                       |
| 2014                                                                                 | "The Moment I Found You"      | —                | —                | —                | —                | —                         |                       |
| 2014                                                                                 | "Bring Back the Summer"       | —                | —                | —                | —                | —                         |                       |
| "—" betecknar att singeln inte gick in på listan eller inte uppnådde certifieringen. |                               |                  |                  |                  |                  |                           |                       |